# Educación en Brasil
La educación en Brasil ha pasado por varios cambios a lo largo de su historia. Comenzó con las misiones jesuitas, que controlaron la educación durante mucho tiempo. Luego, doscientos años después de su llegada, sus poderes fueron limitados por el Marqués de Pombal. Poco después de que el poder de los jesuitas fuera limitado, el gobierno brasileño se hizo cargo de la educación y ahora está dirigida por el gobierno brasileño a través del Ministerio de Educación.
Los problemas de educación ahora se ven a través de Informe PISA, el Programa de Evaluación Internacional de Estudiantes, y la evaluación Idep que usa el Ministerio. Históricamente, han obtenido resultados por debajo del promedio en todos los temas, pero muestra una mejoría en matemáticas en años más recientes.
Brasil utiliza sistemas escolares públicos y privados. Cuenta con los niveles tradicionales de educación primaria, secundaria, terciaria y técnica.

## Historia

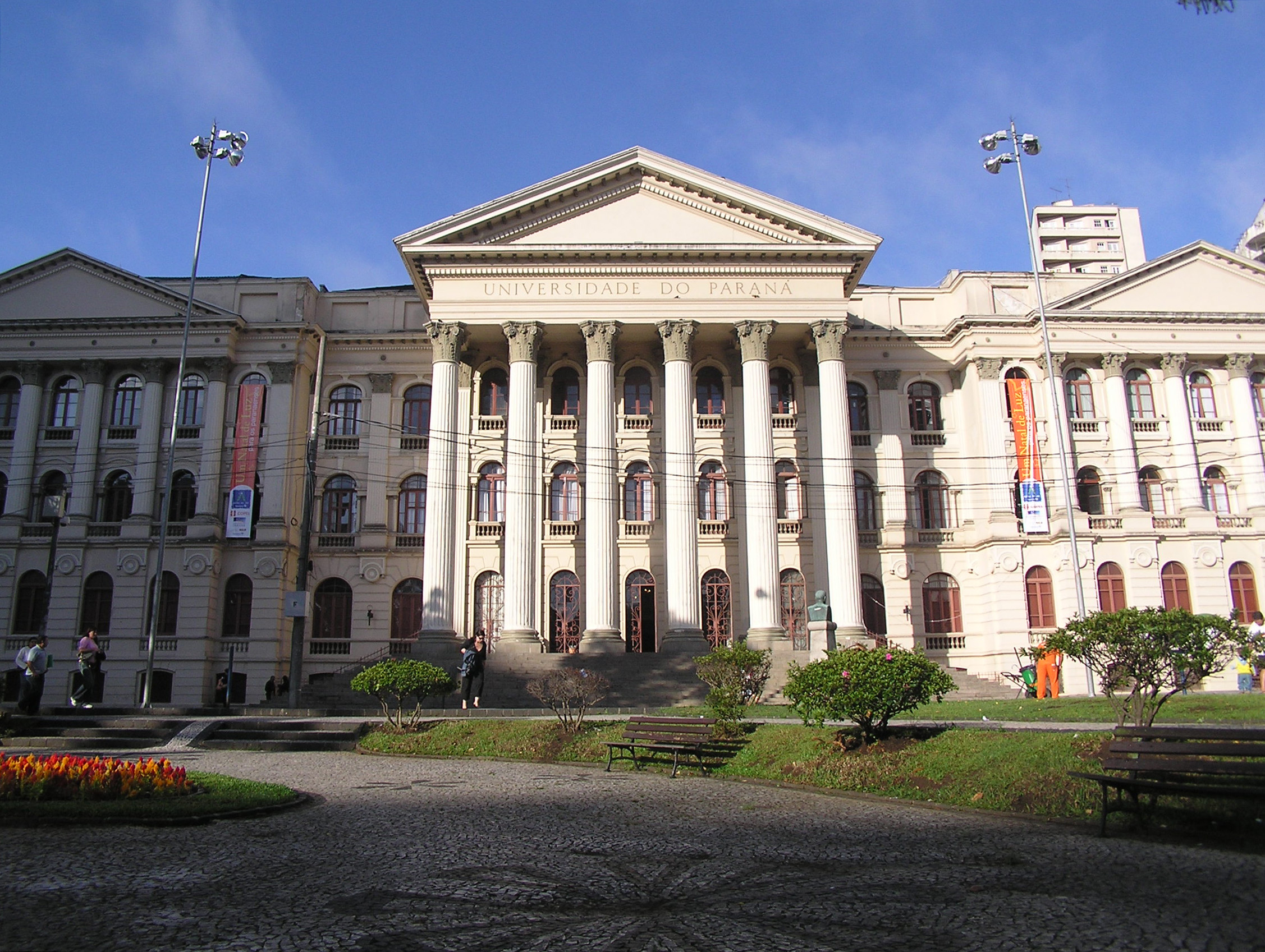
Universidad Federal de Paraná en Curitiba.

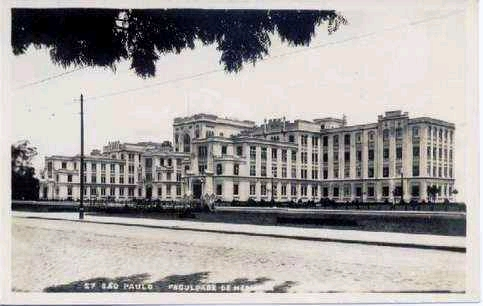
Facultad de medicina de São Paulo.

Cuando los exploradores del Reino de Portugal llegaron a Brasil en el siglo XVI y comenzaron a colonizar sus nuevas posesiones en el Nuevo Mundo, el territorio estaba habitado por pueblos y tribus indígenas que no tenían un sistema de escritura ni educación escolar.
La Compañía de Jesús (jesuitas) fue, desde sus inicios en 1540, una orden misionera. La evangelización era uno de los principales objetivos de los jesuitas y estaban comprometidos con la enseñanza y la educación tanto en Europa como en el extranjero. Las actividades misioneras, en las ciudades y en el campo, se complementaron con un fuerte compromiso con la educación. Esto derivó en la apertura de escuelas para niños, primero en Europa, pero rápidamente se extendió a América y Asia. La fundación de misiones, escuelas y seminarios católicos fue otra consecuencia de la participación de los jesuitas en la educación. Como los espacios y las culturas donde los jesuitas estaban presentes variaban considerablemente, sus métodos de evangelización eran muy a menudo bastante diferentes de un lugar a otro. Sin embargo, el compromiso de la sociedad con el comercio, la arquitectura, la ciencia, la literatura, los idiomas, las artes, la música y el debate religioso correspondía al mismo propósito principal de la cristianización. A mediados del siglo XVI, los jesuitas estaban presentes en África Occidental, América del Sur, Etiopía, India, China y Japón. Esta ampliación de sus actividades misioneras se concretó en gran medida en el marco del Imperio portugués.
En un período en el que el mundo tenía una población mayoritariamente analfabeta, el Imperio portugués contaba con una de las primeras universidades fundadas en Europa: la Universidad de Coimbra, que es una de las universidades más antiguas en funcionamiento continuo. A lo largo de los siglos de dominio portugués, a los estudiantes brasileños, en su mayoría graduados de las misiones y seminarios jesuitas, se les permitió e incluso se les animó a matricularse en la educación superior en el Portugal continental.

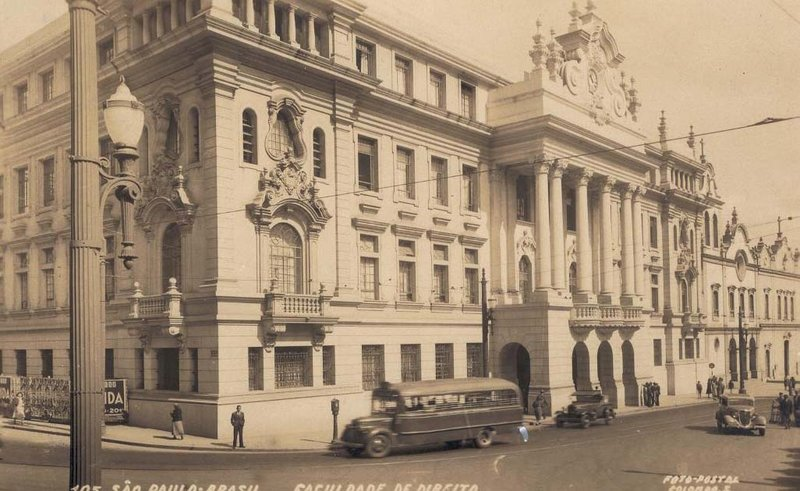
Facultad de Derecho.

Los jesuitas, una orden religiosa fundada para promover la causa y las enseñanzas del catolicismo, habían ganado influencia con la Corona portuguesa y sobre la educación, y habían comenzado el trabajo misionero en las posesiones de Portugal en el extranjero, incluida la colonia de Brasil. Para 1700, y reflejando una transformación mayor del Imperio portugués, los jesuitas se habían trasladado decisivamente de las Indias Orientales a territorio brasileño. A finales del siglo XVIII, el ministro portugués del reino Marqués de Pombal atacó el poder de la nobleza privilegiada y la iglesia, y expulsó a los jesuitas de Portugal y sus posesiones de ultramar. Pombal se apoderó de las escuelas jesuitas e introdujo reformas educativas en todo el imperio. En Brasil, se notaron las reformas.
En 1772, antes del establecimiento de la Academia de Ciencias de Lisboa (1779), se fundó en Río de Janeiro una de las primeras sociedades científicas de Brasil y del Imperio portugués: la Sociedade Scientifica. En 1797, se fundó el primer instituto botánico en Salvador, Bahía. A fines del siglo XVIII se crea la Escola Politécnica, luego se crea la Real Academia de Artilharia, Fortificação e Desenho (Real Academia de Artillería, Fortificaciones y Diseño) en Río de Janeiro, 1792, mediante un decreto emitido por las autoridades portuguesas como escuela de educación superior para la enseñanza de las ciencias y la ingeniería. Su legado es compartido por el Instituto Militar de Engenharia (Instituto de Ingeniería Militar) y la Escola Politécnica da Universidade Federal do Río de Janeiro (Escuela Politécnica de la Universidad Federal de Río de Janeiro), la escuela de ingeniería más antigua de Brasil y una de las más antiguas en el mundo.
Una carta real del 20 de noviembre de 1800 del rey Juan VI de Portugal estableció el Aula Prática de Desenho e Figura (Clase Práctica de Diseño y Forma) en Río de Janeiro. Fue la primera institución en Brasil dedicada sistemáticamente a la enseñanza de las artes. Durante la época colonial, las artes eran principalmente religiosas o utilitarias y se aprendieron como parte de un sistema de aprendizaje. Un decreto del 12 de agosto de 1816 creó la Escola Real de Ciências, Artes e Ofícios (Real Escuela de Ciencias, Artes y Oficios), que estableció una educación oficial en las bellas artes y sentó la sbases de la actual Escola Nacional de Belas Artes (Escuela de Bellas Artes).

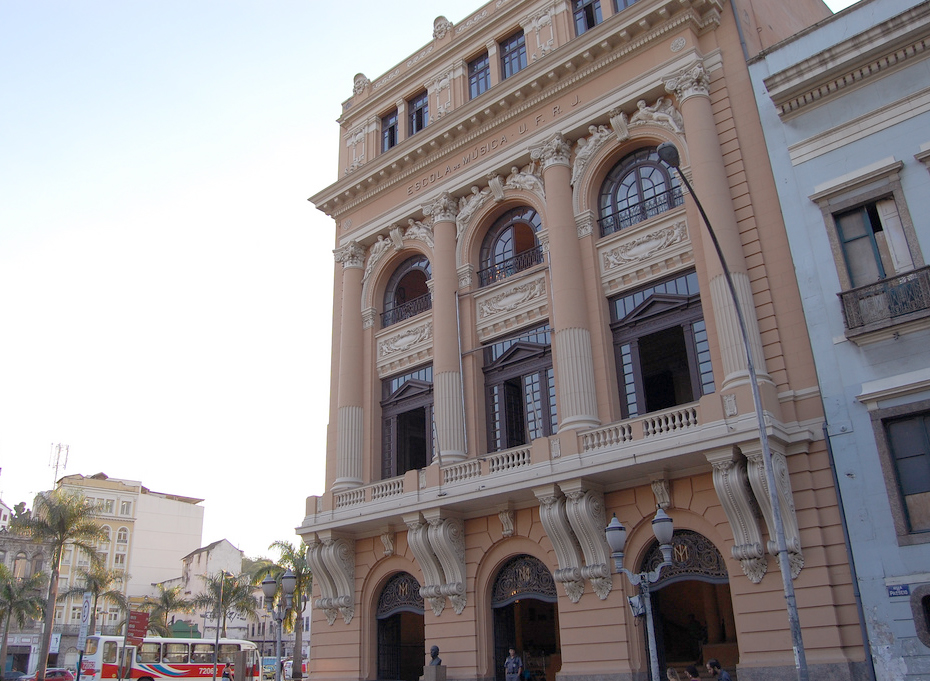
Escuela de música de la Universidad Federal de Río de Janeiro.

En el siglo XIX, la familia real portuguesa, encabezada por D. João VI, llegó a Río de Janeiro, escapando de la invasión del ejército de Napoleón a Portugal en 1807. D. João VI impulsó la expansión de la civilización europea a Brasil. En el corto período comprendido entre 1808 y 1810, el gobierno portugués fundó la Academia Real dos Guarda Marinha (Real Academia Naval), la Real Academia Militar (Real Academia Militar), la Biblioteca Nacional (Biblioteca Nacional de Brasil), el Jardim Botânico do Rio. de Janeiro (Jardín Botánico de Río de Janeiro), la Academia Médico-Cirúrgica da Bahía (Academia Médico-Cirúrgica de Bahía), ahora conocida como Faculdade de Medicina (Escuela de Medicina) en la Universidade Federal da Bahía (Universidad Federal de Bahía) y la Academia Médico-Cirúrgica do Río de Janeiro (Academia Médico-Cirúrgica de Río de Janeiro) que ahora es la escuela de medicina de la Universidad Federal de Río de Janeiro.
Brasil logró la independencia en 1822. Hasta el siglo XX, era una gran nación rural con estándares sociales y económicos bajos en comparación con los estándares promedio de América del Norte y Europa. Su economía se basaba en el sector primario, poseyendo una mano de obra no calificada y cada vez mayor, compuesta por personas libres (incluidos los dueños de esclavos) y esclavos o sus descendientes directos. Entre las primeras facultades de derecho fundadas en Brasil se encuentran las de Recife y São Paulo en 1827. Pero durante las próximas décadas, la mayoría de los abogados brasileños estudió en universidades europeas, como en la antigua Universidad de Coimbra, en Portugal, que había otorgado títulos a generaciones de estudiantes brasileños desde el siglo XVI.
En 1872 había 9 930 478 habitantes (84,8 % libres y 15,2 % esclavos). Según el censo nacional realizado en ese año, entre los habitantes libres (8 419 672 personas), 38 % eran blancos, 39 % mulatos (mezcla de blancos y negros), 11% negros y 5% caboclos (mezcla de blancos e indios). Sólo el 23,4 % de los hombres libres y el 13,4 % de las mujeres libres sabían leer y escribir. En 1889, seis décadas después de la independencia, solo el 20 % de la población total sabía leer y escribir. En la antigua potencia colonial, Portugal, alrededor del 80 % de la población estaba clasificada como analfabeta.
Con la expansión masiva de la posguerra que se prolonga hasta la fecha, el gobierno se centró en fortalecer la educación terciaria de Brasil, al mismo tiempo que descuidaba la asistencia a la educación primaria y secundaria. Los problemas de la educación primaria y secundaria se vieron agravados por importantes diferencias de calidad entre las regiones, y el noreste sufrió dramáticamente. A raíz del régimen militar brasileño, la educación se convirtió en una forma de crear una sociedad más justa. Surgieron las «escuelas ciudadanas», diseñadas para promover el pensamiento crítico, la incorporación de personas marginadas y la curiosidad (sobre la memorización y la obediencia).
Desde entonces y hasta la época contemporánea, Brasil lucha por mejorar la educación pública ofrecida en etapas anteriores y mantener los altos estándares que la población espera de las universidades públicas. La elección de la financiación pública es un problema. En particular, los políticos brasileños persiguen el Objetivo de Desarrollo de la ONU de la Educación Primaria Universal y una oferta más amplia de educación para estudiantes con necesidades especiales.
A pesar de sus deficiencias, Brasil ha progresado sustancialmente desde la década de 1980. La nación fue testigo de un aumento en la matrícula escolar de los niños de 7 a 14 años, de 80,9 % en 1980 a 96,4 % en el año 2000. En el grupo demográfico de 15 a 17 años, en el mismo período, esta tasa aumentó de 49,7 % a 83 %. Las tasas de alfabetización aumentaron del 75 % al 90,0 %.

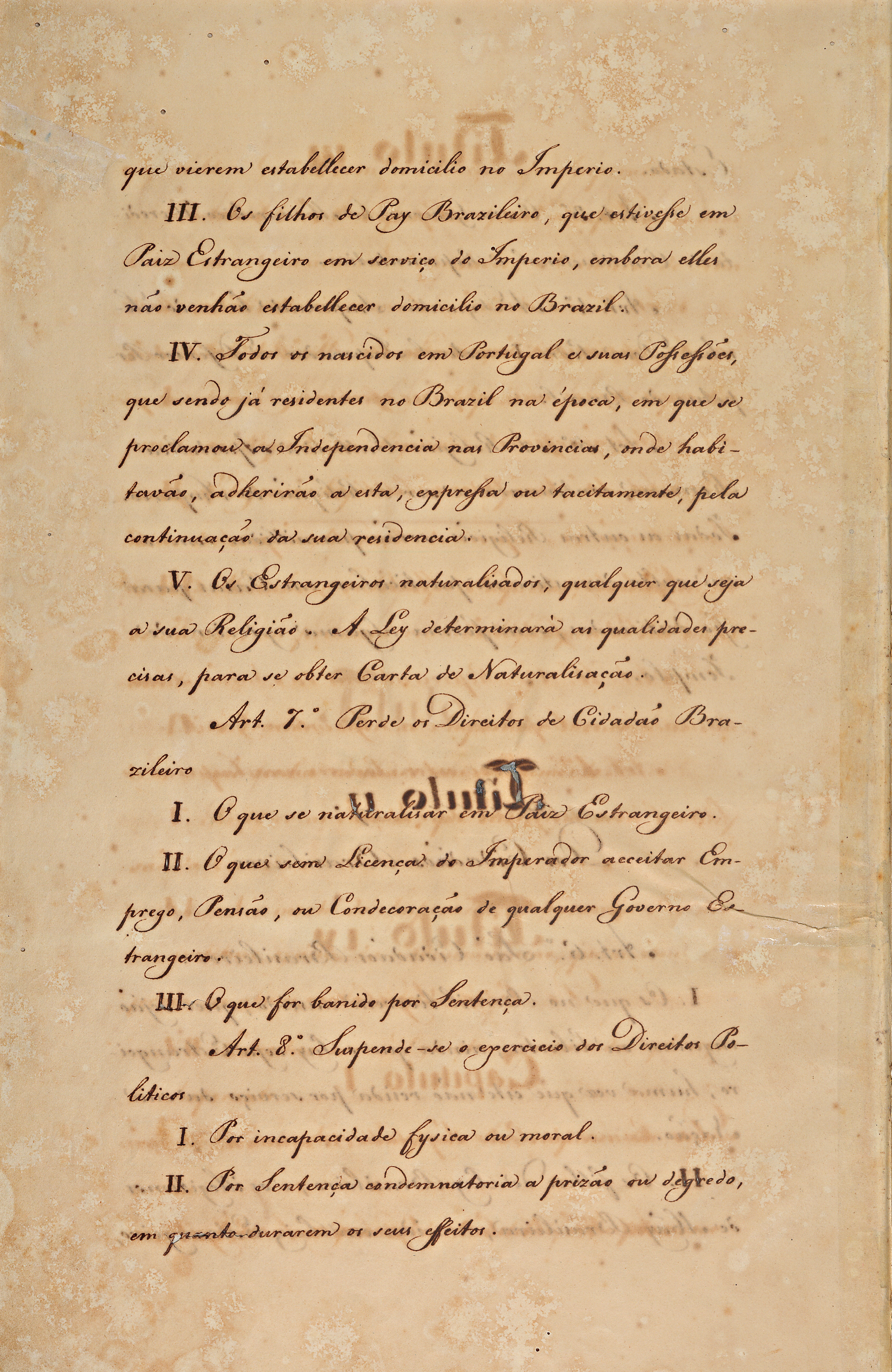
Constitución de 1824

El voto ha sido obligatorio para todos los ciudadanos de Brasil desde la primera Constitución de 1824. Sin embargo, las personas analfabetas, históricamente, no han podido registrarse para votar. La Constitución de 1988 cambió esto, estableciendo que los analfabetos tienen la opción de votar, pero no es obligatorio para ellos. La Constitución de 1824 también establecía que quienes ganaban menos de 100 000 reis no podían votar.
A lo largo del siglo XX, en respuesta a campañas ocurridas en otros países de Latinoamérica, los estados brasileños iniciaron sus propias campañas de alfabetización. Dirigidas por educadores como Paulo Freire, las campañas esperaban combatir el alto nivel de analfabetismo en el campo. A partir de 1963, las campañas se centraron en las zonas rurales. Los métodos de Paulo Freire fueron muy populares debido a la inmediatez en la que parecían funcionar: como él afirmó, un estudiante podía aprender a leer y escribir en 40 horas. El creciente temor al comunismo y el poder de los militares llevaron al final de las campañas en 1964 y al exilio de Freire y otros como él. El gobierno militar inició nuevas campañas a fines de la década de 1970 para lograr mejoras cuestionables.

## Organización y estructura

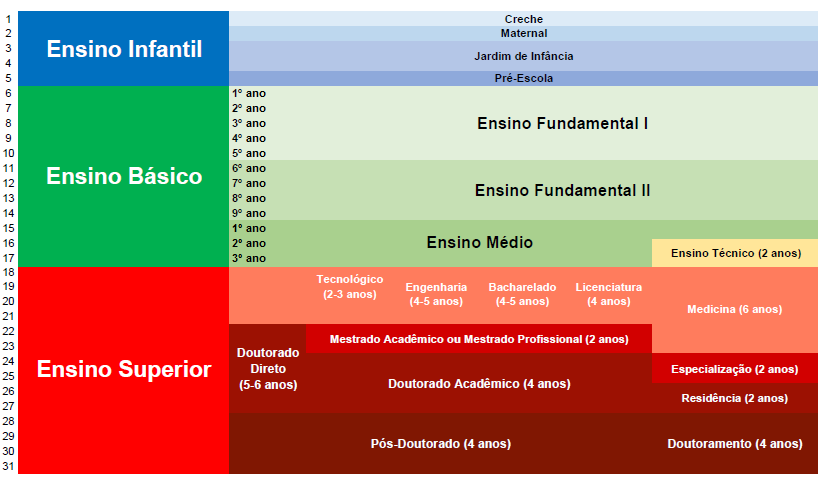
Tabla que muestra la organización del sistema educativo brasileño.

La educación se divide en tres niveles, y cada nivel cuenta con su baremo de calificaciones:
- La educación preescolar (educação infantil) se encuentra en instituciones públicas e instituciones privadas.
- La educación básica (ensino básico) se encuentra en instituciones públicas e instituciones privadas, y es obligatoria para los que tienen entre seis y diecisiete años.[17][18] Consta de primaria (ensino fundamental) y bachillerato (ensino médio).
- La educación superior (ensino superior) (incluidos los títulos de posgrado) se encuentra en instituciones públicas e instituciones privadas.

### Educación preescolar (educação infantil)
La educación preescolar es opcional y existe para ayudar en el desarrollo de los niños menores de seis años. Tiene como objetivo ayudar en todas las áreas del desarrollo infantil, incluidas las habilidades motoras, cognitivas y sociales, a la vez que proporciona un medio para la posterior adquisición de conocimientos y aprendizaje. Existen guarderías para niños menores de dos años, jardines de infancia para niños de dos a tres años y preescolares para niños de cuatro años en adelante. Los preescolares públicos son proporcionados por los gobiernos municipales.

### Educacíon primaria (ensino fundamental)
La educación primaria es obligatoria para los niños de seis y catorce años, y comprende nueve «años» (a diferencia de los ocho «grados» anteriores). El primer año corresponde en líneas generales al anterior último año de preescolar de instituciones privadas, y su objetivo es lograr la alfabetización. En términos generales, el único requisito previo para matricularse en primer año es que un niño tenga seis años, pero algunos sistemas educativos permiten que los niños menores de esa edad se matriculen en el primer año (siempre que cumplan seis años durante el primer semestre académico). Los estudiantes mayores que no hayan completado su educación primaria pueden asistir, aunque los mayores de 18 años están separados de los niños más pequeños.
El Consejo Nacional de Educación (Conselho Nacional de Educação) establece un plan de estudios básico que consiste en lengua portuguesa, historia, geografía, ciencias, matemáticas, artes y educación física (para los años 1, 2, 3, 4 y 5). En cuanto a los años 6, 7, 8 y 9, también es obligatorio uno idioma extranjero (generalmente inglés).
Cada sistema educativo complementa este plan de estudios básico con un plan de estudios diversificado definido por las necesidades de la región y las habilidades de los estudiantes individuales.
La educación primaria se divide en dos etapas llamadas Ensino Fundamental I (años 1-5) y Ensino Fundamental II (años 6-9). En el primero, cada grupo de alumnos suele contar con la asistencia de un solo profesor. En Ensino Fundamental II, hay tantos profesores como asignaturas.
La duración del año escolar está fijada por la Ley de Bases y Directrices de Educación Nacional (Lei de Diretrizes e Bases da Educação) en al menos 200 días. La educación primaria deben proporcionar a los estudiantes al menos 800 horas de actividades por año. El calendario escolar lo establecen las escuelas individuales, que a menudo organizan sus calendarios de acuerdo con las temporadas de siembra y cosecha en las zonas rurales.

### Educación secundaria (ensino médio)
Los estudiantes deben haber completado su educación primaria antes de inscribirse en la educación secundaria. Esta etapa de formación tiene una duración de tres años. El mínimo es de 2200 horas de docencia durante tres años. El plan de estudios básico de la educación secundaria comprende portugués (incluido el idioma portugués, estudios de redacción, literatura brasileña y portuguesa), idioma extranjero (generalmente inglés y un idioma opcional), historia, geografía, matemáticas, física, química y biología. La filosofía y la sociología, que fueron prohibidas durante la dictadura militar (1964-1985), han vuelto a ser obligatorias.

### Educación técnica (ensino técnico)
El ingreso, cursamiento o la conclusión de la educación secundaria es obligatoria para aquellos que pretenden inscribirse en la educación técnica. Además, los estudiantes deben aprobar un examen de ingreso para su curso específico. Estas instituciones suelen tener una mayor cantidad de horas semanales. La instrucción del curso técnico tiene una duración de un año y medio a dos años.

### Educación superior (ensino superior)

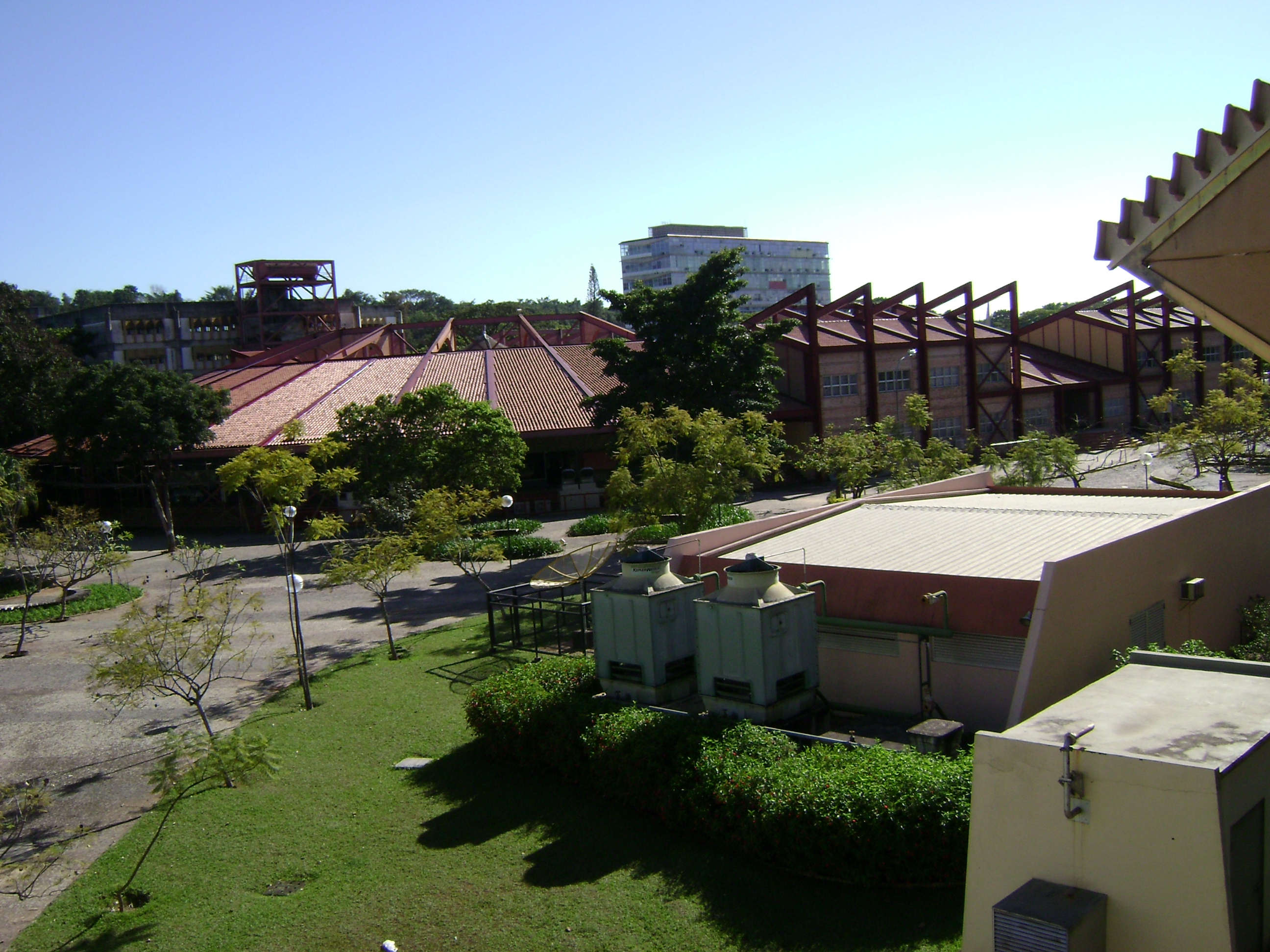
Universidad Federal de Minas Gerais.

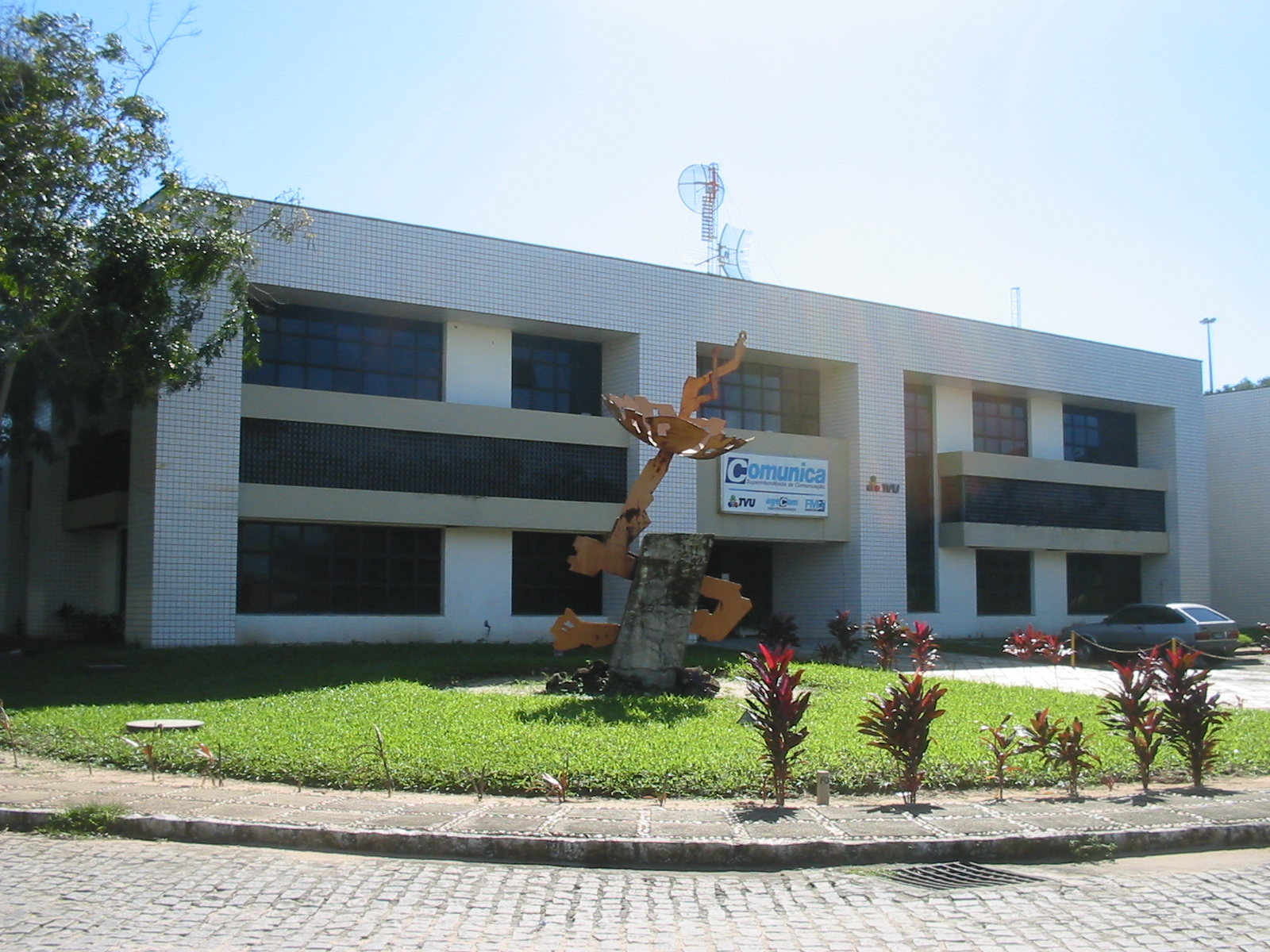
Una estación de televisión en la Universidad Federal de Rio Grande do Norte

La conclusión de la educación secundaria o equivalente es obligatoria para aquellos que pretenden inscribirse en la educación superior. Además, los estudiantes deben aprobar un examen de ingreso (conocido como vestibular) para su curso específico. El número de candidatos por plaza disponible en la clase de primer año puede ser superior a 30 o 40 a uno en los cursos no tan competitivos de las mejores universidades públicas. Los más competitivos superan los 80 o 150. En algunos cursos con un número reducido de vacantes, este número puede llegar a 200 (la facultad de medicina, por ejemplo).
Como es el caso en muchas naciones, la educación superior en Brasil se puede dividir en trabajos de pregrado y posgrado. Además de brindar educación, las universidades promueven la investigación y brindan clases separadas a la comunidad. El estándar brasileño para tecnología (grado asociado) o licenciatura se otorga en la mayoría de las áreas de las artes, humanidades, ciencias sociales, ciencias exactas o ciencias naturales, y tiene una duración de dos a tres años para los cursos de tecnología, de tres a cuatro años para los cursos de tecnología, cursos de licenciatura y licenciatura en general, y de cinco a seis años para cursos especiales de licenciatura como derecho, arquitectura, ingeniería, medicina humana y medicina veterinaria.
Después de la graduación los estudiantes pueden tomar cursos de posgrado siendo estos lato sensu o stricto sensu. Los primeros son especializaciones que duran uno o dos años y no confieren título académico. Al final del curso el alumno deberá presentar un trabajo de finalización del curso. Los títulos de posgrado stricto sensu son cursos que confieren título académico. Después de la graduación, el estudiante debe realizar una maestría con una duración de dos años y luego de ese período presentar una tesis de maestría. Si es aprobado por la junta examinadora, recibirá el título de máster. El curso de doctorado en Brasil es el curso de grado más académico. Para cursar este posgrado es necesario tener el título de máster. El doctorado tiene una duración de cuatro años y debe ser inédito. A los cuatro años de curso el alumno presentará la tesis doctoral a un banco evaluador, de aprobarse recibirá el título de doctor.
Hay más de 2600 universidades en Brasil, entre privadas y públicas, según el MEC. La educación profesional superior está en general asumida por instituciones no universitarias y las instituciones federales de educación, ciencia y tecnología (38 en 2008).
Los estudios muestran que, a pesar de la expansión del acceso a la educación superior en Brasil, esto tuvo un impacto muy limitado en las disparidades sociales del país.